# Kvinder, Køn & Forskning
Kvinder, Køn & Forskning er et dansk videnskabeligt tidsskrift som udgiver artikler med emner inden for kønsforskning og feministisk teori.
Ansvarshavende redaktør er Michael Nebeling Petersen, mens indholdsredaktør er Mons Bissenbakker og administrerende redaktør er Bontu Lucie Guschke.
Det beskrives som "det helt centrale kønsforskningstidsskrift i Danmark",
og "Danmarks eneste videnskabelige tidsskrift for kønsforskning".
Artiklerne er dobbelblindt fagfællebedømt,
og indsendte artikler skal være på dansk, bokmål eller engelsk.
Tidsskriftet er digitalt tilgængeligt fra tidsskrift.dk.
Blandt tidsskriftets artikler der er citeret mere en 100 gange i følge Google Scholar er
"Interrogating intersectionality: Productive ways of theorising multiple positioning" fra 2006.
Kvinder, Køn & Forskning udgav i 2019 artiklen Attitudes to Sexism and Gender Equity at a Danish University, som rapporterede resultater fra en spørgeskemaundersøgelse blandt ansatte ved et dansk universitet.
Artiklen kom til at indgå i den offentlige debat efter at Torsten Skov kritiserede studiet i en artikel der først blev udgivet på hans egen blog og senere i mediet Kontrast i april 2021.
To af forfatterne på den oprindelige artikel, Lea og Joshua Skewes, tog til genmæle i en kommentar på videnskab.dk.
Yderligere offentlig debat kom efter at tidsskriftet i februar 2021 udgav Signe Uldbjergs artikel "Writing Victimhood: A methodological manifesto for researching digital sexual assault" hvor hun skrev at hun med forskningen ville "kombinere aktivisme og forskning i undersøgelse af digitale seksuelle overgreb".
Kombinationen af aktivisme og forskning blev kritiseret af Henrik Dahl under en forespørgselsdebat i Folketinget i maj 2021.
Forespørgslen var rettet mod uddannelses- og forskningsministeren og forespørgslen fra Henrik Dahl og Morten Messerschmidt havde lydt:
| „ | Er ministeren enig i, at der i visse humanistiske og samfundsvidenskabelige forskningsmiljøer er problemer med overdreven aktivisme på bekostning af videnskabelige dyder, og er ministeren enig i, at en sådan tendens kalder på handling i lighed med det opgør, den franske regering har udmeldt, og den undersøgelse af problemets omfang, som den har iværksat? | “ |